# Zweiter Nordischer Krieg
Ujście • Danzig • Sobota • Żarnów • Krakau • Nowy Dwór • Wojnicz • Jasna Góra • Gołąb • Warka • Kłecko • Warschau I • Warschau II • Dyneburg • Kokenhusen • Riga • Prostki • Filipów • Konitz • Dirschau • Belt • Kolding • Öresund • Kopenhagen • Nyborg • Graudenz
Der Zweite Nordische Krieg, auch Kleiner Nordischer Krieg oder Zweiter Polnisch-Schwedischer Krieg genannt, war eine von 1655 bis 1660/61 dauernde kriegerische Auseinandersetzung zwischen Polen-Litauen und Schweden sowie deren Verbündeten um die Vorherrschaft im Baltikum. In den Krieg wurden nahezu alle Anrainerstaaten Polen-Litauens verstrickt, darunter auch Russland, das seine Auseinandersetzungen mit Polen-Litauen, die in enger Verbindung zum Zweiten Nordischen Krieg standen, im Rahmen des Russisch-Polnischen Krieges von 1654–1667 austrug. In Polen wird die Zeit des Krieges mit Schweden, häufig aber auch die Gesamtheit der militärischen Auseinandersetzungen der 1650er und 1660er Jahre als die „(Blutige) Sintflut“ bzw. als „Schwedische Sintflut“ (polnisch Potop Szwedzki) bezeichnet, weil das Königreich damals geradezu eine Sintflut von Invasionen fremder Heere erlebte. Dänen, Norweger und Schweden verwenden gelegentlich die sich auf den schwedischen König Karl X. Gustav beziehende Bezeichnung Karl-Gustav-Kriege.

## Vorgeschichte
Die Baltische Krise, die dem Machtverlust des Deutschen Ordens im Baltikum folgte, eröffnete ein Zeitalter der nordischen Kriege, in welchem Polen-Litauen nach dem Aussterben der Jagiellonendynastie 1572 seine Vormachtposition im östlichen Europa schrittweise einbüßte. Der Anstoß zu dieser erneuten Epochenwende ging vom Zarentum Russland aus. Als Zar Iwan IV. 1558 in das politisch zerrüttete Livland einfiel, entfesselte er einen 25-jährigen Konflikt an der Ostseeküste. Dieser Vorstoß rief in Schweden, Dänemark und Polen-Litauen
Gegenstrategien auf den Plan, die jeweils die Oberherrschaft im Ostseeraum zum Ziel hatten. Zunächst konnten Schweden und Polen gemeinsam bis 1582/1583 die russischen Truppen aus Livland vertreiben und Russland für anderthalb Jahrhunderte von der Ostsee fernhalten. 1587 wurde Sigismund III. Wasa, der die Geschlechter der Jagiellonen und der Wasa in seiner Person vereinte, zum König gewählt. Die Wahl eines schwedischen Prinzen begünstigte den Ausbruch folgenschwerer Schwedisch-Polnischer Kriege. Schweden und Polen waren seit der Absetzung Sigismunds III. als schwedischer König im Jahr 1599 in schwere kriegerische Auseinandersetzungen um die Ostseeherrschaft verwickelt. Es ging um den Besitz der baltischen Küstenregionen Estland und Livland. Riga, Dorpat, große Teile von Kurland, Königsberg und wichtige preußische Küstengebiete fielen in schwedische Hand.
Zum anderen hatte Polen die Zeit der Wirren in Russland genutzt, um große Gebiete im Westen des Russischen Reiches zu annektieren. 1648 begann in dem Südosten Polen-Litauens (die heutige Ukraine) ein Kosakenaufstand unter der Führung ihres Atamans Bohdan Chmelnyzkyj, durch Polen-Litauen einen Großteil seiner Gebiete verlor. Als die schwedische Königin Christina I. am 16. Juni 1654 abdankte, machte der polnische König Johann II. Kasimir, ein Urenkel des Königs Gustav I. und letzter lebender Wasa, Ansprüche auf den schwedischen Thron geltend. Zeitgleich begann durch Chmelnyzkyjs Bündnisschluss mit Russland der für Polen-Litauen anfangs verheerende Russisch-Polnische Krieg, in dem Russen und Kosaken zunächst ganz Litauen eroberten und bis nach Lublin vordringen konnten.

## Kriegsverlauf

### Einfall der Schweden in Polen-Litauen

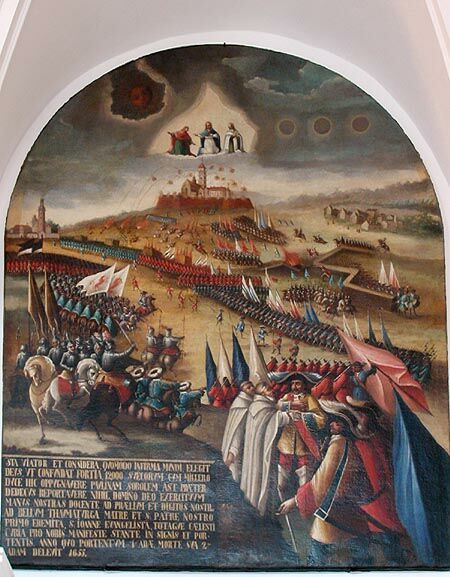
Schwedische Belagerung Jasna Góras 1655. Ölgemälde, 17. Jh. Malarnia Jasnogórska, Jasna Góra, Sala Rycerska

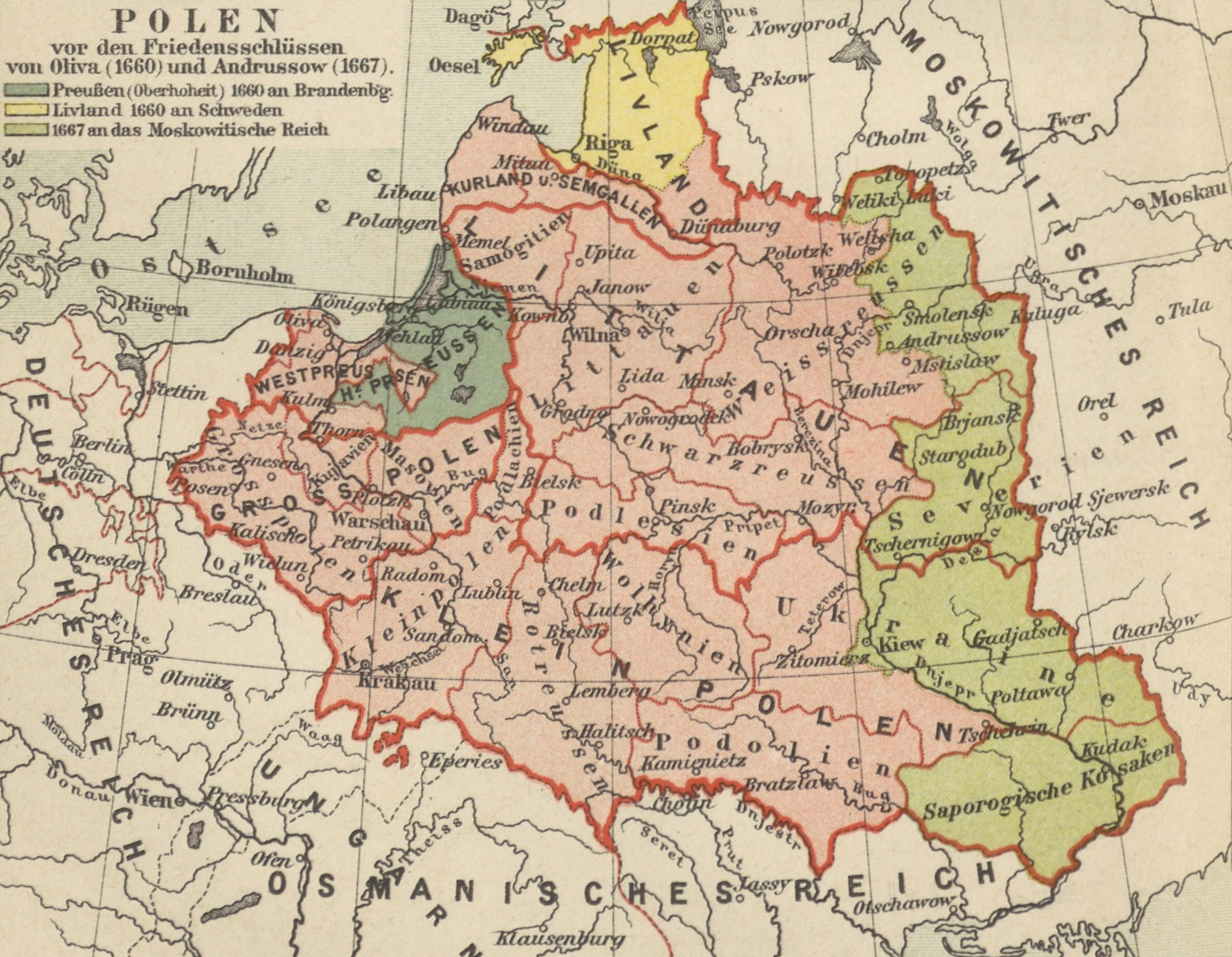
Polen in den Grenzen vor 1660

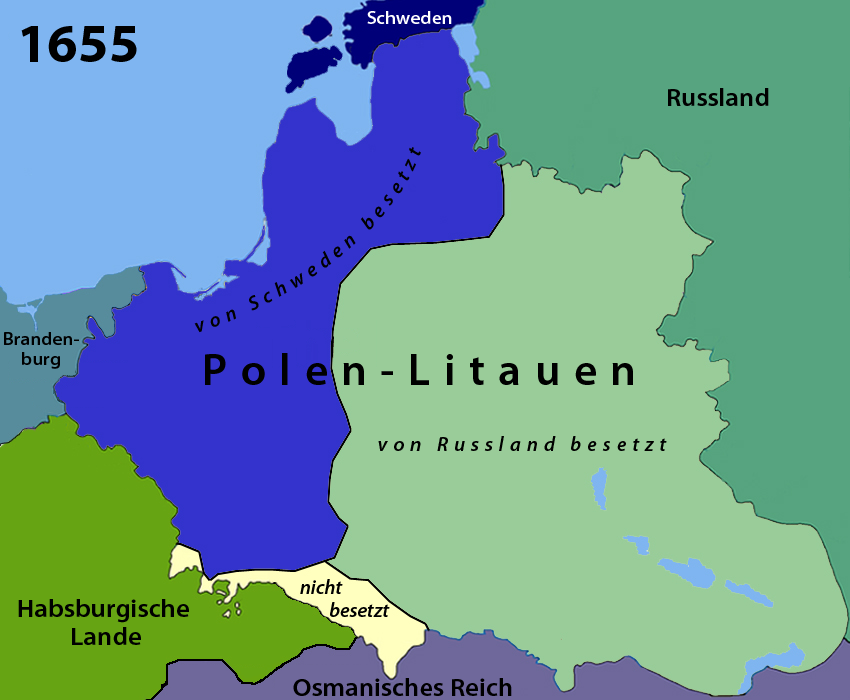
Polen-Litauen war bis Ende 1655 fast vollständig von den Schweden (hellblau) und russischen Truppen (hellgrün) besetzt worden.

Der schwedische Plan sah vor, mit zwei Armeen vorzustoßen – eine aus dem Westen kommend und die andere aus dem Norden angreifend. Feldmarschall Arvid Wittenberg sollte von Pommern aus mit einer Armee von 14.000 Mann, hauptsächlich bestehend aus angeworbenen Truppen, nach Polen vorstoßen, während Karl X. Gustav Arvid Wittenbergs Armee mit einer Armee von 15.000 Mann aus Schweden folgen sollte. Im Nordosten sollten Feldmarschall Gustaf Horn und Gustaf Adolf Lewenhaupt mit einer 9.000 Mann starken Abteilung vom schwedischen Livland aus nach Litauen einmarschieren. Die Sollstärke für den Polenfeldzug umfasste also rund 40.000 Mann.
An der Nordfront Polen-Litauens fiel am 1. Juli 1655 Lewenhaupt in den polnischen Teil Livlands ein und eroberte zunächst die Stadt Dünaburg. Derweil überschritt Wittenberg an der polnischen Westfront die Grenze nach Polen am 11. Juli. Dem Aufgebot von Wittenberg stellte sich zunächst ein polnisches Heer mit 13.000 Mann, zusätzlich unterstützt von 1.400 Bauern, entgegen. Im Bewusstsein der militärischen Überlegenheit der gut ausgebildeten schwedischen Armee ergaben sich die polnischen Adligen Wittenberg am 25. Juli in Ujście nach der Schlacht von Ujście und schworen dem schwedischen König fortan Loyalität. Wittenberg hinterließ dann eine Garnison in Posen.
An der polnischen Nordfront unterzeichnete der litauische Hetman Janusz Radziwiłł den Vertrag von Kėdainiai mit Schweden am 17. August 1655, in dem das Großherzogtum Litauen unter schwedischen „Schutz“ gestellt wurde. Der Vertrag enthielt eine Klausel, wonach der litauische Teil nicht gegen den polnischen Unionsteil kämpfen musste. Ein Teil der litauischen Armee stellte sich aber gegen den Vertrag und gründete die Konföderation von Wierzbołów unter Führung des Magnaten Paweł Jan Sapieha.

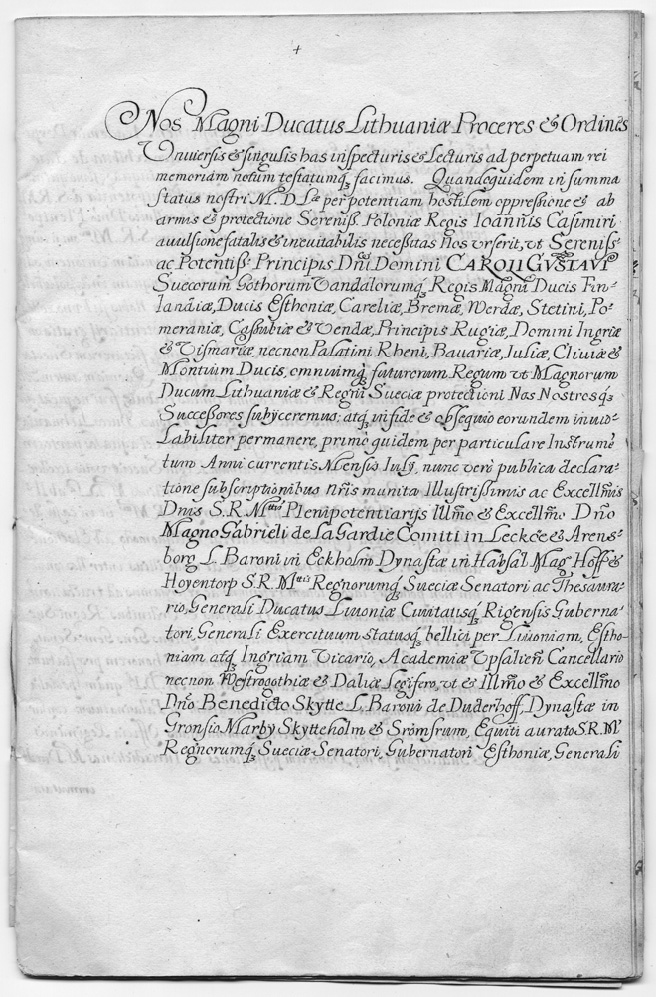
Der Unionsvertrag von Kėdainiai vereinigte Litauen mit Schweden

Karl Gustav versammelte seine Truppen bis zum 14. Juli in Schwedisch-Pommern, von wo sie nach Polen einmarschierten und Wittenberg am 14. August bei Konin einholten. Am nächsten Tag besetzten die beiden Heere Koło, wo sie ein Lager errichteten. Die Armee setzte dann mit 30.000 Soldaten den Vormarsch gegen Warschau fort. Sie trafen nur auf leichten Widerstand, da Polen fast alle seiner militärischen Kräfte gegen die Russen aufbot. Johann II. Kasimir konnte erneut eine kleine Armee zusammenzustellen und zog den Schweden von Warschau aus entgegen. Am 23. August kam es zur Schlacht von Sobota, welche die Schweden gewannen. Wittenberg wurde befohlen, den verbliebenen polnischen Kräften nach Krakau zu folgen, während Karl X. Gustav mit rund 3.000 Mann nach Warschau marschierte. Die Stadt ergab sich am 29. August kampflos. Der König gewann für die Armee reiche Beute, bestehend aus 120 Bronze-Kanonen, Munition und Lebensmitteln. Eine russische Armee war ihrerseits nur noch ein paar Tagesmärsche von der Stadt entfernt, kehrte aber um und marschierte zurück nach Osten.
Karl X. Gustav wandte sich dann in Richtung Krakau, das ab dem 16. September belagert wurde. Der polnische König brach am 20. September mit den letzten polnischen Kräften zu dem Versuch auf, die Stadt zu entlasten. Die beiden Armeen trafen am 23. September in der Schlacht von Wojnicz aufeinander, in der die schwedische Armee die polnische Abteilung von etwa 8.000 Männern besiegte. Nach der Schlacht floh der polnische König nach Schlesien.
Am 20. Oktober wurde ein zweiter Vertrag in Kėdainiai im Norden Polen-Litauens ratifiziert. Die Union von Kėdainiai vereinigte Litauen mit Schweden und erkannte Karl X. Gustav fortan als Großherzog von Litauen an. In den folgenden Tagen ergab sich der Großteil der polnischen Armee den Schweden: Am 26. Oktober ergab sich Koniecpolski mit 5.385 Männern nahe Krakau. In der Stadt blieb eine schwedische Garnison von 2.500 Mann unter Kommando von Paul Würtz zurück. Ohne weiteren Widerstand kapitulierten weitere polnischen Festungen. Am 28. Oktober ergaben sich der Hetman Stanisław Lanckoronski und der Hetman Stanisław „Rewera“ Potocki mit 10.000 Männern, und am 31. Oktober kapitulierte Masowien nach der Schlacht von Nowy Dwór.
Im Norden Polen-Litauens, im Herzogtum Preußen, das seit dem Zweiten Frieden von Thorn ein polnisches Lehen war, tat sich eine potenzielle Bedrohung für die Schweden auf. Denn das Herzogtum war mit der vollständigen Besetzung Polens nun ohne formellen „Schutzherrn“. Der Herzog von Preußen war der brandenburgische Kurfürst, der zuvor ein geplantes Bündnis mit Schweden ausschlug, weil dessen Bedingungen zu ungünstig erschienen. In dieser bedrohlichen Lage ließ Kurfürst Friedrich Wilhelm im Herzogtum Preußen Milizen aufstellen und schloss am 12. November mit den Ständen des benachbarten und ebenso ungeschützten Westpreußen, das Teil Polens war, einen gegenseitigen Verteidigungspakt, den Vertrag von Rinsk, ab. Der Vertrag von Rinsk erlaubte brandenburgische Garnisonen für die militärisch entblößten Städte im polnischen Westpreußen. Danzig, Thorn und Elbing waren allerdings nicht in den Vertrag einbezogen. Der Schwedenkönig wollte jedoch Preußen und Ermland für sich gewinnen. Ende Oktober 1655 brach daher König Karl Gustav von Krakau in den Norden auf und ließ Wittenberg mit einer schwedisch-polnischen Truppe von etwa 5.000 Mann und weiteren Garnisonstruppen im südlichen Polen zurück. Friedrich Wilhelm zog weitere Truppen aus Cleve und Brandenburg ins Herzogtum Preußen. Karl X. Gustav drängte dennoch die Brandenburger bis vor die Mauern von Königsberg zurück und erzwang am 17. Januar 1656 den Königsberger Vertrag. In diesem Vertrag nahm der Kurfürst das Herzogtum Preußen nun als schwedisches Lehen an und kappte die kürzlich geschlossene Verbindung mit den westpreußischen Ständen. Er musste sein Land den durchziehenden schwedischen Truppen und die Häfen den schwedischen Schiffen öffnen. Auch trat Brandenburg dem König die Hälfte der einträglichen Seezölle ab. Dafür erhielt Brandenburg das Bistum Ermland als schwedisches Lehen. Die brandenburgischen Garnisonen in Westpreußen wurden zurückgezogen. Damit waren bis auf Danzig sämtliche Städte Polens unter schwedischer Kontrolle. Inzwischen hatten russische Kosaken den Osten Polen-Litauens bis Lublin unter ihre Kontrolle, lediglich Lemberg war noch unter polnischer Kontrolle.

### Formierung des polnischen Widerstands
Es schien in dem Moment, als ob der polnische Staat vollständig besiegt worden war. Durch die religiösen Unterschiede zwischen den vorwiegend protestantischen Schweden und den katholischen Polen kam es zu Fällen von Misshandlungen und Ermordungen katholischer Geistlicher und Mönche sowie Plünderungen katholischer Kirchen und Klöster.
Diese Übergriffe von Seiten der Schweden gaben Anlass zur Formierung von Partisanenbewegungen in den schwedisch besetzten Gebieten Polens. Ausgangspunkt dafür war die Belagerung von Jasna Góra im Winter 1655/56. Die schwedische Armee unter Johan Reinhard Wrzesowicz versuchte, durch eine Belagerung das Kloster Jasna Góra in Tschenstochau zu erobern. Die monatelange Belagerung erwies sich jedoch als vergebens, da eine Gruppe von Mönchen des besagten Klosters das zahlenmäßig überlegene Heer der Schweden zurückschlagen konnte. Dabei erhielten sie die Unterstützung von örtlichen Freiwilligen, größtenteils Angehörige der Szlachta, so dass es ihnen gelang, auch ihre heilige Ikone, die schwarze Madonna von Częstochowa, zu retten. Dieses Ereignis stellte einen Wendepunkt für das bis zu diesem Zeitpunkt erfolglose Polen-Litauen im Krieg gegen Schweden dar. Denn die Nachricht vom polnischen Sieg wurde in ganz Polen verteilt und weckte den Patriotismus in der polnischen Bevölkerung. Ein am 20. November in Oppeln beschlossenes Manifest rief zum öffentlichen Widerstand gegen die Besatzung auf und forderte die Rückkehr von König Johann II. Kasimir, und im Dezember eroberte ein Bauernheer Neu Sandez zurück. Am 29. Dezember konstituierten die Partisanen die Konföderation von Tyszowce unter Beteiligung des Großhetmans Stanisław „Rewera“ Potocki und des Feldhetmans Stanisław Lanckoroński, und am 1. Januar 1656 kehrte Johann II. Kasimir aus dem Exil zurück. Stefan Czarniecki wurde zum polnischen Oberbefehlshaber ernannt. Im Februar 1656 wechselten die meisten polnischen Soldaten, die seit Oktober 1655 in den schwedischen Dienst gepresst worden waren, auf die Seite der Konföderation.

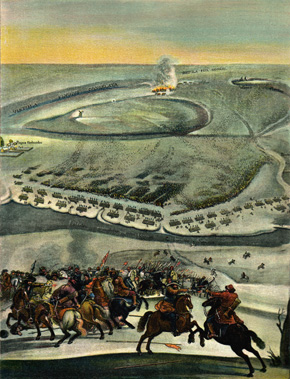
Schlacht von Gołąb

Karl X. Gustav reagierte auf die bedrohliche Entwicklung und verfolgte mit einer Streitmacht von 11.000 Reitern die Heereskräfte Czarnieckis, die aus etwa 2.400 Mann bestanden. Ihm gelang es, sie in der Schlacht von Gołąb im Februar 1656 zu besiegen. Als Karl Gustav auf Lemberg vorrückte, konnte sein Vormarsch in der Schlacht von Zamość aufgehalten werden. Die Schweden wurden von den weiter anwachsenden polnisch-litauischen Truppen unter Sapieha und Czarniecki eingeschlossen und konnten nur mit Mühe am 5. und 6. April während der Schlacht von Sandomierz ausbrechen und entkommen, dies aber unter Verlust ihrer gesamten Artillerie und des Versorgungstrosses. Am 7. April zerschlug Czarniecki in der Schlacht von Warka ein schwedisches Entsatzheer unter Friedrich von Baden.
Die Schweden wurden immer mehr in die Defensive gedrängt und waren ihrerseits zu gering an der Zahl, um das große polnische Gebiet militärisch sichern zu können.

### Kriegseintritt Brandenburgs und Siebenbürgens
Der erbitterte Widerstand der polnischen Adligen, die ihre Eide gegen die Schweden brachen, die Rückkehr des Königs Johann II. Kasimir sowie der nationale Fanatismus der Polen führte zu einer prekären Lage für den schwedischen König. Karl Gustav sah seine einzige Hoffnung für einen Sieg über Polen in der Teilung der Republik unter Einbindung Siebenbürgens, Brandenburgs und Chmielnickis.
Nachdem sich Friedrich Wilhelm in Königsberg zwar zur Neutralität, nicht aber zur Mitwirkung am Krieg gegen Polen verpflichtet hatte, wurde am 23. Juni 1656 in Marienburg ein neuer Vertrag geschlossen. In diesem Vertrag verpflichtete sich der Kurfürst für die Überlassung des Bistums Ermland und vier großer polnischer Woiwodschaften mit seiner ganzen Macht als freier Bundesgenosse dem König zu Hilfe zu ziehen.

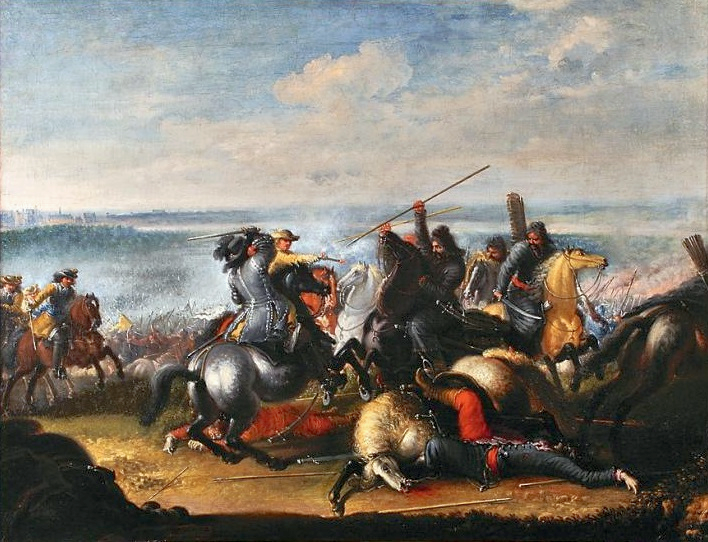
Die Schlacht bei Warschau 1656 (Gemälde von Johann Philipp Lemke (1631–1711))

Trotz der bedeutenden Überzahl der Polen und der verbündeten Tataren errangen die Schweden und Brandenburger zwischen dem 28. und 30. Juli einen großen Sieg in der Schlacht von Warschau. Im Anschluss daran zeigte sich die schwedische Schwäche: der fehlende Nachschub an Truppen und Material. Den Polen zogen bald neue große Scharen zu. Anfang 1657 trat das unter osmanischen Schutz stehende Fürstentum Siebenbürgen unter der Führung des Protestanten Georg II. Rákóczi auf die Seite der Schweden und verwüstete mit seinem siebenbürgisch-kosakischen Heer weite Gebiete Polens im Süden und Osten.

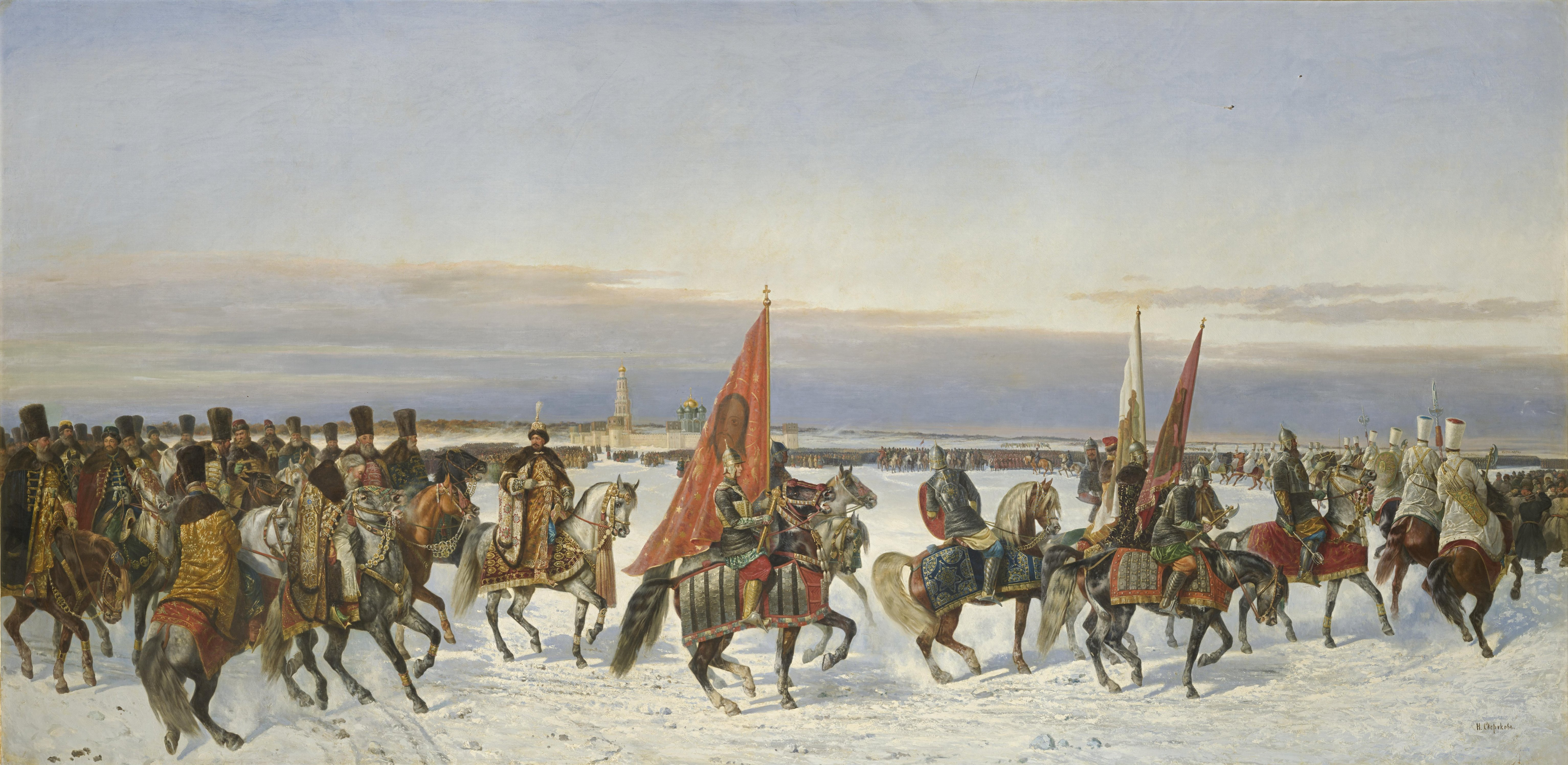
Zar Alexei Michailowitsch bei der Begutachtung seiner Truppen (Historiengemälde von Nikolai Swertschkow 1864)

Nun schlossen die miteinander im Krieg befindlichen Seiten Russland und Polen-Litauen im Vertrag von Niemież einen Waffenstillstand ab, um gegen die drohende schwedische Vorherrschaft anzukämpfen. Dies begründete den Russisch-Schwedischen Krieg von 1656–1658, der Schweden erneut in die Defensive drängte. Der Großteil der schwedischen Armee unter Karl Gustav war auf dem polnischen Kriegsschauplatz gebunden, während in Livland, Estland und Ingermanland nur eine Armee von 2.200 Mann Infanterie und 400 Dragoner verblieb. Magnus de la Gardie verfügte noch über 7.000 Mann in Preußen und 6.933 Mann waren in Garnisonen entlang der östlichen Ostsee verteilt. Unter Ausnutzung dieser militärischen Entblößung überfiel Zar Alexei Livland im Juli 1656 mit 35.000 Mann und nahm Dünaburg ein. Die Belagerung Rigas durch russische Truppen vom 21. August bis zum 5. Oktober 1656 blieb hingegen erfolglos.
Der brandenburgische General Georg Friedrich von Waldeck erlitt im Oktober am Fluss Lyck eine Niederlage, und König Johann II. Kasimir eroberte Danzig zurück. In dieser Not entschloss sich Karl X. Gustav sogar dazu, dem Kurfürsten im Vertrag von Labiau (20. November 1656) die Souveränität über ganz Preußen zuzugestehen. Im Vertrag von Wehlau (19. September 1657) erlangte der Kurfürst auch die Unabhängigkeit Preußens von Polen.
Noch einmal unternahm der schwedische König einen Zug durch ganz Polen, um mit seinem neuen Bundesgenossen, dem Fürsten von Siebenbürgen Georg II. Rákóczi, zusammenzutreffen. Vor den Toren der Stadt Tschenstochau wurde er aber gestoppt. Die siebenbürgisch-kosakische Vorhut mit dem Tross wurde am 20. Juni 1657 durch die polnische Armee in der Schlacht bei Czarny Ostrów in Podolien eingekreist und geschlagen. Seines Trosses verlustig und durch die Flucht seiner kosakischen Verbände im Stich gelassen, sah sich Georg II. Rákóczi schließlich zur Kapitulation gezwungen. In den darauf folgenden Friedensgesprächen mit den Polen vom 21. bis 23. Juni 1657 löste er die Allianz mit Schweden; zudem verpflichtete er sich, Kriegskontributionen an Polen und die polnischen Heerführer zu leisten sowie die besetzten polnischen Städte Krakau und Brest zu verlassen. Im Anschluss ließen ihn die Polen mit dem Rest seiner Armee in sein Fürstentum heimkehren.

### Kriegseintritt weiterer Mächte, Tatarensturm und Seitenwechsel Brandenburgs
Königstreue polnische Truppen leisteten den Schweden erbitterten Widerstand. Währenddessen versuchte Johann II. Kasimir, Bündnispartner zu finden. Um ein Übergewicht Schwedens in Nordeuropa zu verhindern, traten Dänemark, die Habsburgermonarchie und die Niederlande an die Seite Polens. Der türkische Sultan erlaubte ein Bündnis seines Vasallen, des Krim-Khans mit dem König. Karl Gustav hatte nach der dänischen Kriegserklärung den polnischen Kriegsschauplatz verlassen und ließ Brandenburg allein im Krieg gegen Polen zurück. Polen wiederum war seit 1654 mit dem Krim-Khanat verbündet.
1656/57 erfolgte der Tatarensturm, ein Mongolensturm der Neuzeit, ein Einfall von Lipka-Tataren und Krimtataren im Herzogtum Preußen. 23.000 Einwohner Preußens wurden hierbei getötet und 3.400 in die Sklaverei verschleppt; 80.000 Menschen starben während dieser von Christoph Hartknoch beschriebenen Ereignisse in den verwüsteten Landstrichen an Hunger und Krankheiten. Außerdem schleppten sie die Pest ein, was weitere Opfer forderte.
Brandenburg wechselte nach diesem Einfall der Krimtataren schließlich die Fronten, nachdem Polen im Vertrag von Wehlau am 19. September 1657 dem Kurfürsten die Souveränität im Herzogtum Preußen zuerkannt hatte.

### Krieg Dänemarks-Norwegens gegen Schweden

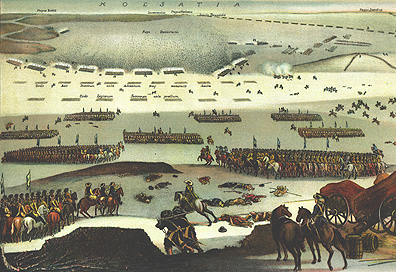
Marsch der Schweden über den Belt

Friedrich III. erklärte am 1. Juli 1657 Schweden den Krieg. Ziel war es, die im Torstenssonkrieg verlorenen Gebiete zurückzugewinnen. Während schwedische Truppen sofort auf die dänische Festung Helsingborg vorrückten und dort den dänischen Reichsadmiral Ove Gjedde gefangen nahmen, verließ Karl X. rasch den polnischen Kriegsschauplatz und warf sich nach Jütland gegen seinen dänischen Gegner. Am 30. Januar 1658 überquerte Karl X. mit seinen schwedischen Truppen den Kleinen Belt, eine Woche später zog das schwedische Heer von Fünen weiter über den Großen Belt nach Seeland. Den zugefrorenen Belt hatte die dänische Marine nicht blockieren können. Friedrich III. hatte sich auf Seeland hinreichend sicher gefühlt und kein kampfbereites Heer zur Verfügung. So kam es noch im Februar zu Friedensverhandlungen, da die dänische Reichsführung wie gelähmt war. Der Krieg ging verloren, und im Frieden von Roskilde vom 24. Februar 1658 verlor Dänemark-Norwegen Blekinge, Schonen, Halland, Bornholm und Båhuslän, die am 18. März übergeben wurden. Hinzu kamen der Verlust von Trøndelag und Romsdal, die am 1. Mai an Schweden übergeben wurden. Norwegen war nun zweigeteilt.

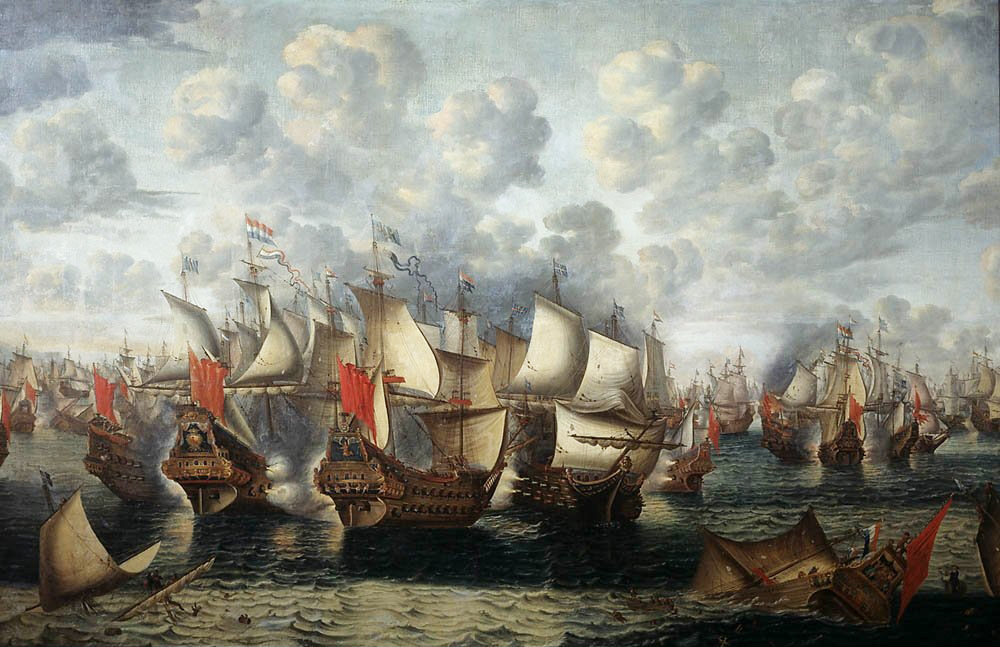
Seeschlacht im Öresund, Jan Abrahamszoon Beerstraten, 1660

Doch nun überspannte Karl X. Gustav den Bogen. Am 7. August 1658 begann er seinen nächsten Feldzug gegen Dänemark, um es als selbständigen Staat zu vernichten. Das Land sollte unter Schweden, England und Holstein-Gottorf aufgeteilt werden, wobei Karl für sein Reich die Inseln und damit die Kontrolle über die Ostseezugänge beanspruchte. Karl X. Gustav ging mit seiner Armee in Korsør an Land. Im August 1658 griffen die Schweden erneut Kopenhagen an. Friedrich III. berief mit Hans von Schack einen erfahrenen Soldaten und Festungskommandanten zum Oberkommandierenden von Kopenhagen.
Der erneute Krieg rief die anderen europäischen Mächte auf den Plan, um Schweden nicht übermächtig werden zu lassen. Zur Unterstützung Dänemarks segelte eine niederländische Flotte unter dem Oberbefehl von Admiralleutnant van Wassenaer mit 41 Schiffen und 1.413 Kanonen in die Ostsee. Sie traf im Öresund nördlich von Kopenhagen auf die schwedische Flotte mit 45 Schiffen und 1.838 Kanonen unter dem Oberbefehl von Carl Gustav Wrangel (vgl. Seeschlacht im Öresund). Die schwedische Flotte griff an, doch für die Niederländer waren die Windverhältnisse günstiger. Es kam zu heftigen Kämpfen, die Niederländer behielten die Oberhand und zwangen die schwedische Flotte zum Abbruch der Blockade Kopenhagens. Die Schweden verloren vier Schiffe und hatten 350 Tote sowie 850 Verwundete zu beklagen, die Niederländer verloren zwei Schiffe und hatten 296 Tote sowie 503 Verwundete. Der niederländische Admiral Witte de With fiel bei der Eroberung seines Schiffes.
Friedrich Wilhelm von Brandenburg schloss am 21. Januar 1659 ein Schutz- und Trutzbündnis mit Dänemark und rückte mit brandenburgischen und österreichischen Truppen nach Holstein vor.
Nachdem die Verteidiger Kopenhagens der Belagerung bereits sechs Monate getrotzt hatten, folgte am 11. Februar 1659 ein Großangriff der Schweden, dem die Dänen aber standhielten. Nach dem Sieg bei Kopenhagen ging es um die Befreiung des ganzen Landes. Es entstand der Plan, dass Schack einen großen Teil der Kopenhagener Truppen nach Kiel führen sollte, um in Zusammenarbeit mit jütländischen Einheiten unter Feldmarschall Ernst Albrecht von Eberstein und brandenburgischen Truppen von dort aus das von den Schweden besetzte Fünen zu erobern. Am 1. Oktober stach eine vereinte niederländisch-dänische Flotte mit Schack und seinen Truppen in Kopenhagen in See. Zwölf Tage später kamen die Schiffe in Kiel an. Schack und Eberstein begegneten sich ungefähr eine Woche später zur gemeinschaftlichen Beratung in Eckernförde, am 27. Oktober segelten v. Schacks Truppen aus Kiel ab. Im Großen Belt versuchte man einen Überraschungsangriff auf Nyborg, aber da dieser missglückte, beschloss man, bei Kerteminde an Land zu gehen. Der Angriff an dieser Stelle erfolgte am 31. Oktober 1659 und wurde von Schack an vorderster Front geleitet. Sein Heer stand jetzt auf Fünen, und nach einigen Tagen Ruhepause, in denen sich die schwedische Haupteinheit nach Nyborg zurückzog, rückte Schack gen Odense, wo er am 9. November 1659 Einzug hielt. Zwei Tage später traf er Ebersteins Heer, das sich über den Kleinen Belt gekämpft hatte. Aber das Verhältnis zwischen Schack und Eberstein war von tiefer Rivalität geprägt, und sie hatten einander nur notdürftig über ihre jeweiligen Bewegungen unterrichtet. Eine reelle Unstimmigkeit kam zu Tage, als Schack sich verbarrikadieren, Eberstein hingegen angreifen wollte. Schack beugte sich, und man begann, unter stetigen Unstimmigkeiten zwischen den beiden gen Osten vorzurücken. Diese Unstimmigkeiten kosteten sie aber nicht den Sieg: Am 14. November 1659 begann die Schlacht bei Nyborg, und tags darauf gaben sich die Schweden geschlagen.
Der erneute dänisch-schwedische Krieg endete 1660 mit dem Rückzug der schwedischen Truppen. Grund waren der Tod des schwedischen Königs am 13. Februar 1660, aber auch die erfolgreiche Verteidigung Kopenhagens, die Unterstützung Brandenburgs und Polens, die die Schweden aus Jütland und Fünen vertrieben und der Einsatz Englands und der Generalstaaten für einen Frieden auf der Basis des Friedens von Roskilde. Norwegen erhielt im Frieden von Kopenhagen dabei Trøndelag und Romsdal zurück und Dänemark Bornholm, das sich durch eine erfolgreiche Übernahme durch die Inselbevölkerung aber vorher schon inoffiziell an Dänemark zurück angeschlossen hatte.

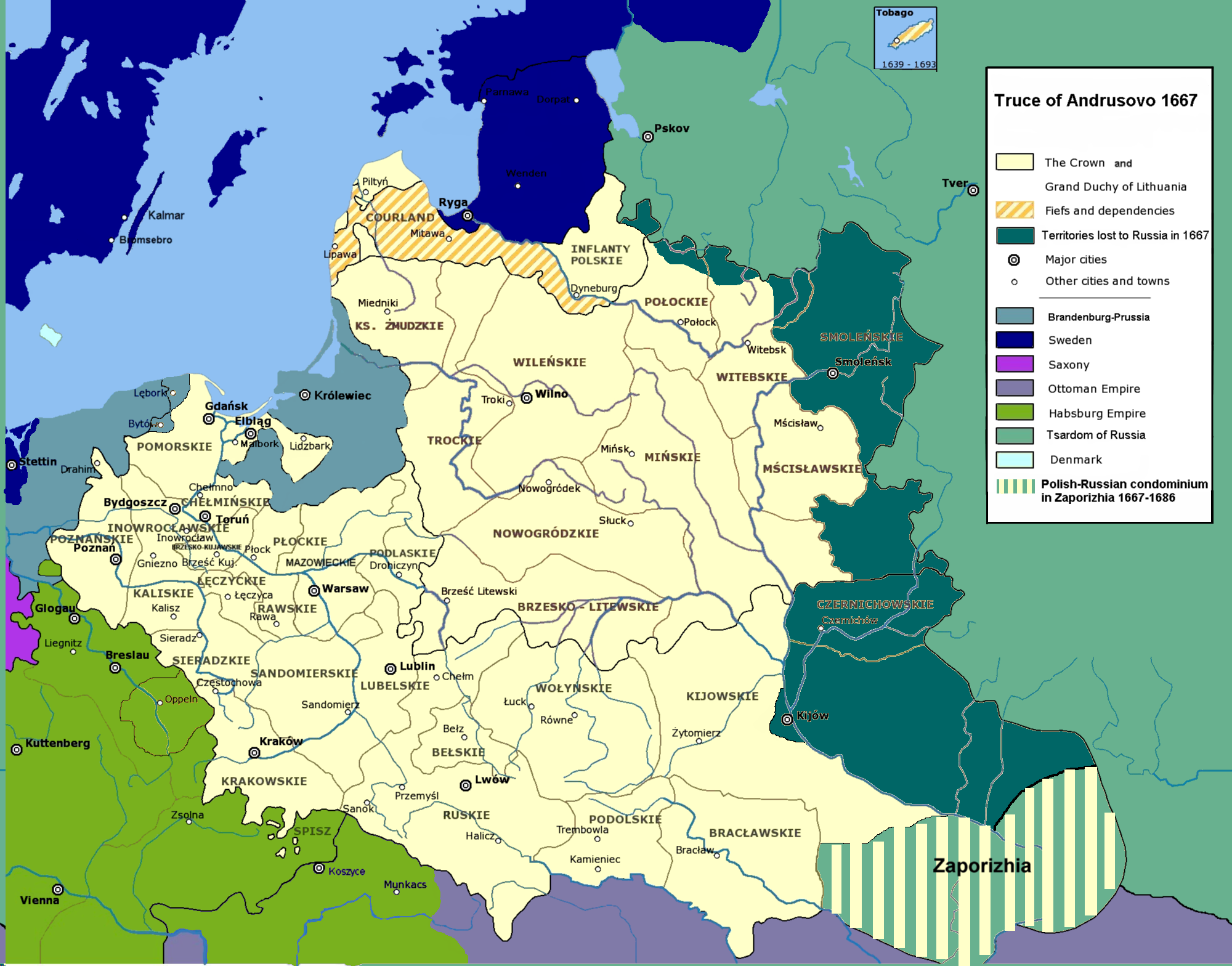
Polens Grenzen nach dem Vertrag von Oliva von 1660 und dem Vertrag von Andrussowo von 1667, den 1686 der Ewige Friede mit Russland bestätigte

Nach dem Sieg Dänemarks wurde Schwedisch-Pommern 1659 kurzzeitig von den auf der polnischen und dänischen Seite kämpfenden Brandenburgern besetzt, nachdem Friedrich III. im Juli 1659 den Kurfürsten aufgefordert hatte, unverzüglich Schwedisch-Pommern anzugreifen, um eine Schwächung der strategischen Positionen Karls X. herbeizuführen. Als wichtiger Ausgangspunkt für diesen Feldzug diente dabei die Grenzfestung Löcknitz. Zusammen mit den Österreichern unter Jean-Louis Raduit de Souches zog das 14.000 Mann starke brandenburgische Heer durch die Neumark nach Pommern, eroberte zuerst Greifenhagen, am 7. September Damm und belagerte schließlich Stettin, wo General Paul Würtz ihm indessen so nachhaltigen Widerstand entgegensetzte, dass am 16. November der Angriff aufgegeben wurde.

## Der Friedensschluss und seine Auswirkungen
Nach der erfolgreichen Offensive der antischwedischen Koalition schlugen die mit Schweden befreundeten Mächte England und Frankreich Friedensverhandlungen vor. Sie hatten unter Mitwirkung der Niederlande in den sogenannten „Haager Concerten“ wiederholt versucht, diplomatisch zu Gunsten Karl Gustavs zu intervenieren und einen ihm günstigen Frieden zu erzwingen. Das hatte keinen Erfolg gehabt; aber nun wurde im November 1659 durch den pyrenäischen Frieden dem langjährigen Krieg zwischen Spanien und Frankreich ein Ende gemacht; Kardinal Mazarin war entschlossen, die drohende Niederlage der schwedischen Macht nicht zu dulden, deren Bundesgenossenschaft für Frankreich bei allen deutschen Verwicklungen wertvoll war. Er hatte jetzt freie Hand und trat sofort in drohender Weise gegenüber Brandenburg auf. Der Krieg wurde dann am 3. Mai 1660 durch den Vertrag von Oliva beendet. Der polnische König verzichtete darin auf alle Ansprüche auf den schwedischen Thron. Schweden behielt Livland und Estland gemäß den Bestimmungen des Westfälischen Friedensvertrages vom 24. Oktober 1648.
Brandenburg musste sich aus den besetzten schwedischen Gebieten in Pommern, Holstein und Schleswig zurückziehen, erlangte aber gleichzeitig die endgültige Souveränität über das Herzogtum Preußen und erwies sich während des Krieges als militärischer und politischer Machtfaktor. Frankreich übernahm die Garantie der Einhaltung des Friedens.
Der Russisch-Polnische Krieg ging derweil weiter. König Johann II. konnte bis 1660 das Gebiet des Großfürstentums Litauen von russischen Truppen befreien. Vor dem Hintergrund erneuter Kämpfe mit Kosaken und Krimtataren im Süden des Königreichs war er jedoch im Vertrag von Andrussowo gezwungen, auf weite Teile des heutigen Westrusslands mit Smolensk und der Ostukraine mit Kiew bis an den Dnepr 1667 zu verzichten. Der Frieden zwischen Schweden und Polen stellte den Status quo ante bellum her. Der Einfall und die Abwehr der Schweden sowie der Krieg gegen Russland bewirkte, dass ein Viertel der damaligen Bevölkerung Polen-Litauens an den Folgen von Seuchen, Hungersnöten, Plünderungen und Gewalttaten starb. Zusätzliche Bevölkerungsverluste entstanden durch die Territorialverluste an Russland und Brandenburg-Preußen. Zudem war die polnische Wirtschaft zerrüttet.